# Servicio de alojamiento de Internet

Cantidad de proveedores del servicio de alojamiento de Internet, por países, en el 2008.
100.000.000+
5.000.000 - 100.000.000
2.000.000 - 5.000.000
1.000.000 - 2.000.000
500.000 - 1.000.000
200.000 - 500.000
50.000 - 200.000
10.000 - 50.000
0 - 10.000

Un servicio de alojamiento de Internet es un servicio que opera servidores de Internet, permitiéndole a organizaciones e individuos subir y alojar contenido.
Existen distintos niveles de servicios y varios tipos de servicios ofrecidos. Un tipo común de alojamiento es el alojamiento web. La mayoría de los proveedores de alojamiento ofrecen una variedad combinada de servicios. Por ejemplo, los servicios de alojamiento web también ofrecen un servicio de alojamiento de correo electrónico. El servicio de alojamiento de DNS habitualmente viene en conjunto con el registro de dominios.
La tecnología de alojamiento web ha causado algo de controversia últimamente debido a que Web.com asegura que posee los derechos de patentes de algunas tecnologías de alojamiento, incluyendo el uso de un panel de control web para gestionar el servicio de alojamiento, con sus 19 patentes. Hostopia, un gran proveedor de alojamiento mayorista, compró una licencia para usar esta tecnología de Web.com por un 10% de las ganancias minoristas. Recientemente, Web.com demandó a Go Daddy por una infracción de patente similar.
Un servidor puede proveer distintos tipos genéricos (aun así poderosos) de alojamiento de Internet, en los que los clientes pueden montar lo que ellos quieran (incluyendo servidores web y otros servidores) y tener conexiones de Internet con buen ancho de banda de subida.

## Tipos de alojamiento

### Alojamiento completo
Los servicios de alojamiento completo son tres.

#### Servicio de alojamiento dedicado
El servicio de alojamiento dedicado, también llamado servicio de alojamiento gestionado, en el que el proveedor del servicio de alojamiento posee y maneja la máquina, y le otorga el control total al cliente mediante un alquiler. La gestión del servidor puede incluir monitoreo para asegurar que el servidor continúe trabajando de manera efectiva, servicios de copiado de seguridad, instalación de parches de seguridad y varios niveles de soporte técnico.

#### Servidor virtual privado
El servidor virtual privado es en el que la tecnología de virtualización se emplea para permitir el funcionamiento de múltiples servidores lógicos en un solo servidor físico.

#### Instalaciones dehousing
Las instalaciones de housing, que proveen solo la conexión a internet, energía ininterrumpible y control de temperatura ambiental, pero dejan que el cliente realice su propia administración de sistema. Es la modalidad más cara.

### Alojamiento “ilimitado”
Se denomina alojamiento ilimitado a no tener, en teoría, ninguna restricción en cuanto al espacio en disco en el servidor para alojar los archivos. Muchas empresas han recurrido a este concepto en su estrategia de mercadotecnia, sin embargo no existe realmente un espacio ilimitado. Todas las empresas tienen en sus cláusulas de servicio alguna según la cual el abuso o uso excesivo de recursos permite la cancelación de la cuenta, muchas veces sin previo aviso.
A pesar de ser una práctica aparentemente engañosa, el hecho de que muchos usuarios se sientan atraídos por el concepto de alojamiento ilimitado hace que gran cantidad de empresas la utilicen.

### Otros
Los servicios de alojamiento limitados o específicos a una aplicación son:
- Servicio de alojamiento web (servidor web)
- Servicio de alojamiento de correo electrónico (servidor de correo, correo electrónico)
- Servicio de alojamiento de DNS (Domain Name System)
- Servidor de videojuegos en línea
- Wiki granjas

## Costo de ancho de banda
Los servicios de alojamiento de Internet incluyen la conexión a Internet necesaria; estos pueden cobrar un monto fijo por mes o cobrar por ancho de banda consumido (un plan de pago común es cobrar un percentil 95 del ancho de banda).